# Grito

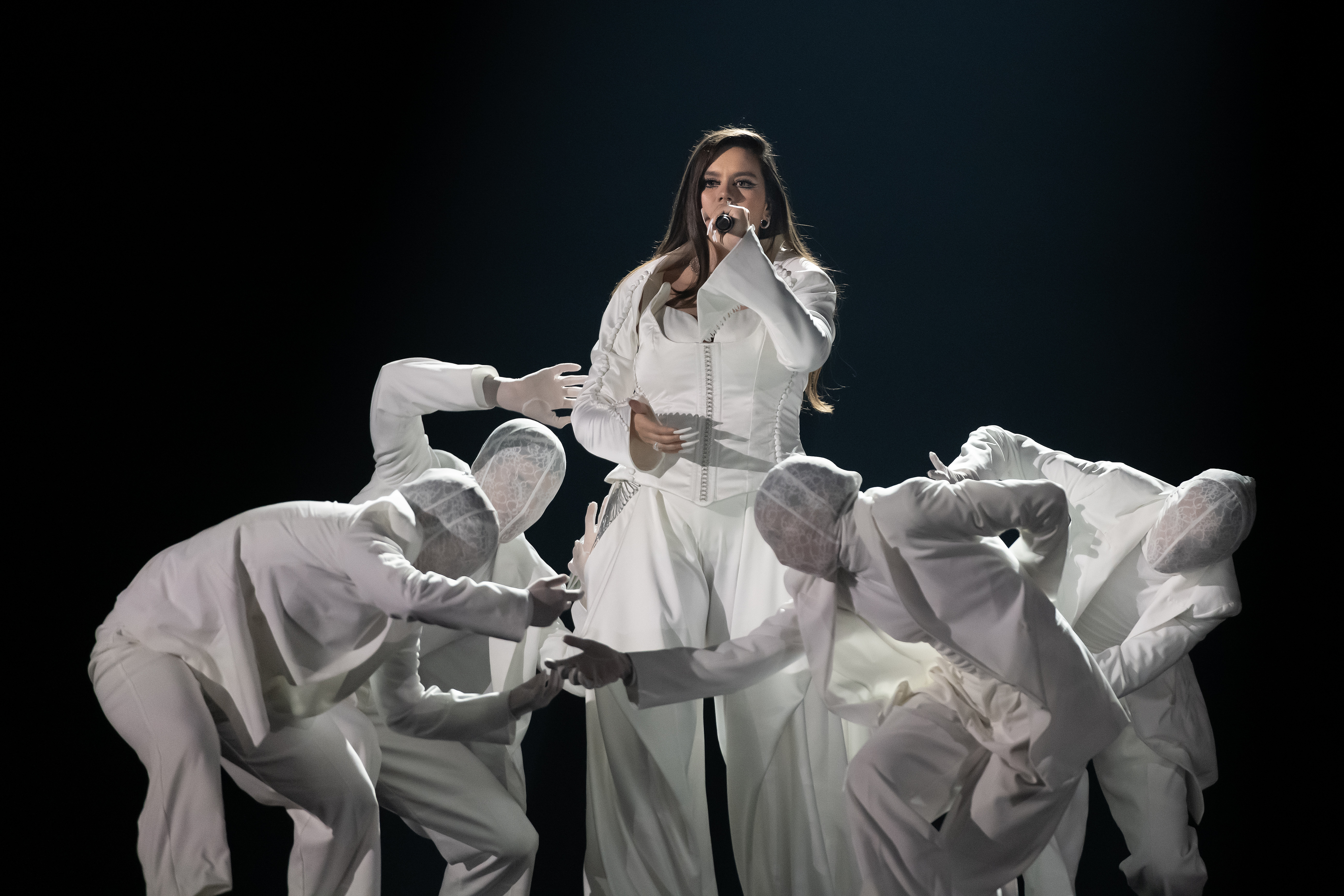
Iolanda mentre si esibisce sulle note di Grito alle prove semifinali dell'Eurovision Song Contest, 6 maggio 2024

Grito è un singolo della cantante portoghese Iolanda, pubblicato il 18 gennaio 2024 come parte della raccolta Festival da Canção 2024 e, successivamente, inserito nell'EP omonimo.

## Descrizione
Il brano è stato scritto da Iolanda Costa e Alberto Hernández. In un'intervista con That Eurovision Site, Iolanda ha spiegato di aver scritto la canzone dopo essere stata invitata da RTP a partecipare al Festival da Canção 2024, e l'ha descritta come "un grido di autodifesa e di fiducia in sé stessi".

## Promozione
Iolanda è stata annunciata come compositrice del Festival da Canção 2024 il 18 novembre 2023 e come partecipante il 18 gennaio, lo stesso giorno dell'uscita di Grito. Il brano ha partecipato alla prima semifinale il 24 febbraio, classificandosi al primo posto con 22 punti. Il 9 marzo, il pezzo ha vinto la finale, ancora una volta con 22 punti, ottenendo il massimo di 12 punti dalla giuria e altri 10 punti dal televoto. Tale vittoria ha garantito all'artista il diritto di rappresentare il Portogallo all'Eurovision Song Contest 2024.

## Tracce
Testi e musiche di Iolanda Costa e Alberto Hernández.
1. Grito – 2:56

## Classifiche
| Classifica (2024) | Posizione massima |
| ----------------- | ----------------- |
| Lituania          | 62                |
| Portogallo        | 48                |